# Oswaldia conica
Oswaldia conica är en tvåvingeart som först beskrevs av Henry J. Reinhard 1934.  Oswaldia conica ingår i släktet Oswaldia och familjen parasitflugor.
Artens utbredningsområde är Wisconsin. Inga underarter finns listade i Catalogue of Life.